# Dinophyta
Dinophyta · Dinoflagellés, Dinophytes, Péridiniens
Super-classe
Taxons de rang inférieur
- Ellobiophyceae
- Psammosea
- Oxyrrhea
- Pronoctilucea
- Duboscquellea
- Syndiniophyceae
- Noctiluciphyceae
- Dinophyceae

Position phylogénétique
- Eukaryota
  - clade « SAR »
    - Straménopiles
    - Rhizaria
    - Alveolata
      - Ciliophora
      - Dinophyta
      - Apicomplexa

Groupe frère : Apicomplexa 
Les Dinoflagellés (Dinoflagellata), encore appelés Dinophytes ou Péridiniens, sont une super-classe d'organismes eucaryotes unicellulaires. Ce sont des microorganismes aquatiques (marins ou dulçaquicoles). Ils sont très diversifiés, en particulier par leurs comportements alimentaires. Certains sont hétérotrophes, d'autres sont mixotrophes et d'autres encore sont des organismes photosynthétiques qui sont donc assimilés à des algues unicellulaires, en majorité biflagellées. Environ 50 % des dinoflagellés sont hétérotrophes. Ils sont, comme leur nom l'indique, dotés de flagelles, mais certains sont « benthiques » et vivent en épiphytes sur des macroalgues ou encore dans les interstices des substrats sableux (tout en pouvant migrer verticalement pour se reproduire).
Ces microorganismes jouent un rôle trophique majeur, en particulier les protistes hétérotrophes herbivores, qui régulent les populations de microalgues et qui, en mangeant ce phytoplancton, en transfèrent les nutriments (mais aussi certains polluants qu'ils peuvent éventuellement bioconcentrer) vers les niveaux trophiques supérieurs (métazoaires, puis poissons, mammifères marins…).
Les études moléculaires montrent que les dinoflagellés ont un ancêtre commun dont on tente encore de savoir s'il était photosynthétique ou non. Pour cela, on étudie les gènes plastidiaux importés dans le génome nucléaire à la suite d'endosymbioses. On sait aussi grâce à ces études génétiques que plusieurs lignées hétérotrophes sont apparues très tôt au cours de l’évolution .
Ce groupe est encore assez mal connu. On a récemment encore en Bretagne — lors d'une étude des dinophyta du sédiment — trouvé plusieurs espèces jusqu'alors non décrites de Prorocentrum, Sinophysis ou Cabra.

## Étymologie
Le mot Dinoflagellata viendrait du grec ancien δῖνος / dinos, « tournoiement », et du latin flagellum, « fouet », littéralement « flagelle tournoyant ».

## Présentation du taxon

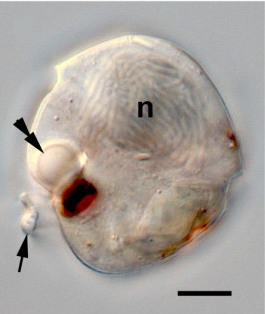
Ocelloïde chez un dinophyte (indiqué par la flèche la plus épaisse).

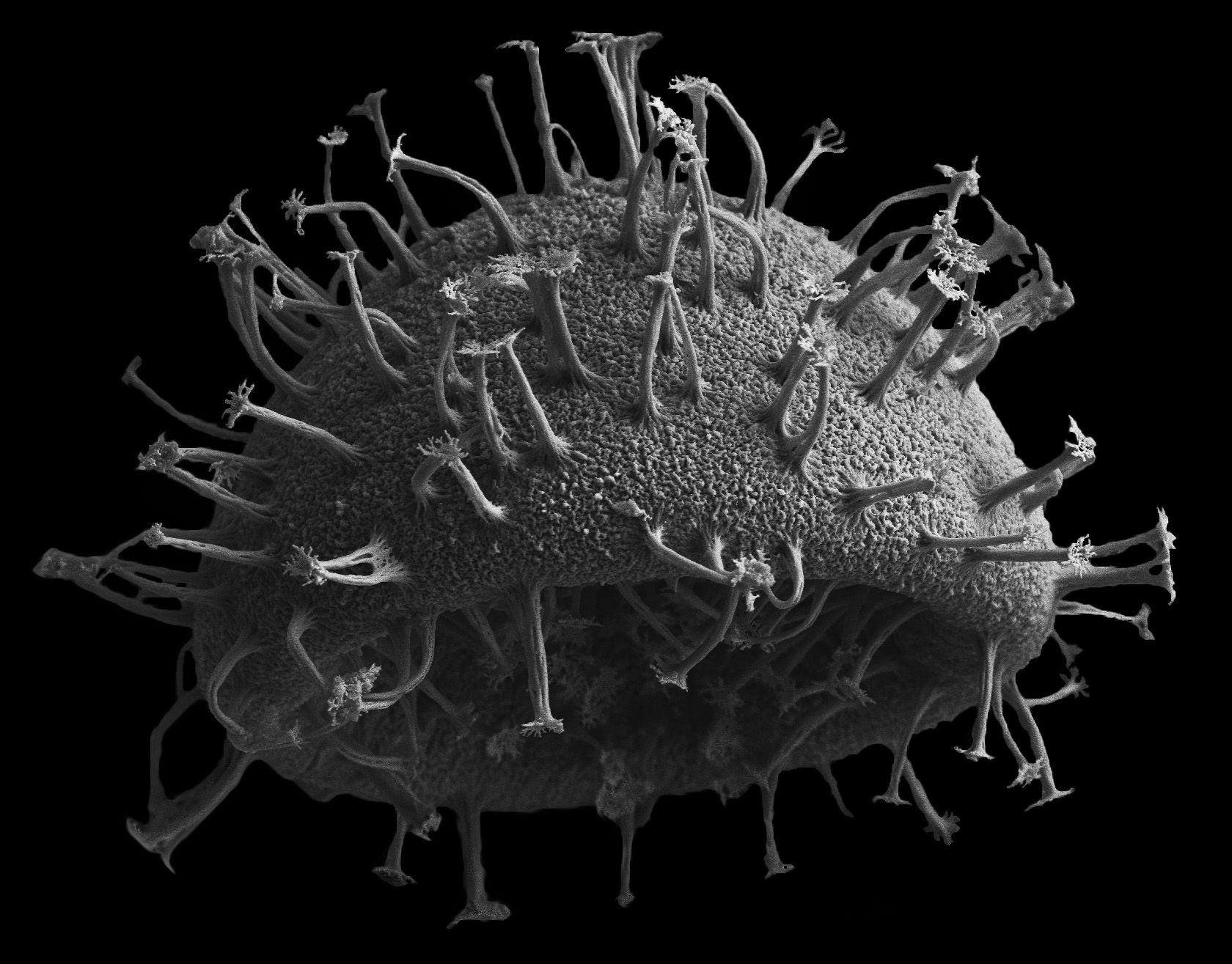
Dinophyta de l'Amour (fleuve) vu avec un microscope électronique. Mars 2020.

Chez beaucoup d'espèces, la cellule est protégée par une thèque constituée de plaques rigides de cellulose incrustée de silice.
Les flagelles reposent dans deux sillons superficiels : le transversal ou équatorial, appelé « cingulum », et le longitudinal, appelé « sulcus » (du latin cingulum, ceinture, et sulcus, sillon) .
Le sillon équatorial sépare la cellule en une partie supérieure (l’épisome) et une partie inférieure (l’hyposome). Si la cellule est de type « athéqué », alors la partie supérieure est l’épicone, et la partie inférieure l’hypocône. Si la cellule est de type « théqué », c'est-à-dire protégée par une thèque, ces deux parties sont appelées respectivement « épithèque » et « hypothèque ».
Certaines espèces ont un « appareil photosensible », et d’autres un véritable ocelle, qui servirait vraisemblablement à détecter les proies.
Nombreuses sont les espèces photosynthétiques. Mais la grande variété de chloroplastes témoigne de plusieurs endosymbioses secondaires. Il y a eu en effet, chez un ancêtre du groupe, une endosymbiose secondaire avec un eucaryote de la lignée rouge. Certains Dinoflagellés ont perdu cet endosymbiote, et parmi ceux-ci beaucoup sont restés hétérotrophes. Mais d’autres ont effectué une endosymbiose dite tertiaire avec des Straménopiles, des Cryptophytes ou d’autres Dinoflagellés.

## Caractères propres au groupe
- À l’origine la cellule présente « deux flagelles » orientés perpendiculairement l’un par rapport à l’autre.
- Les « alvéoles sous-corticaux » propres aux alvéolates contiennent des plaques de cellulose, constituant la thèque.
  - Le noyau (biologie) des Dinoflagellés est original. Il est appelé « dinocaryon ». Lors de l’interphase, l’ADN n'est pas associé à des histones comme c’est le cas chez les autres eucaryotes, mais complexés à une protéine basique particulière : les DPVN (Dinoflagellate viral nucleoproteins) qui sont probablement issue d'un transfert horizontal de gène par les virus[8]. Néanmoins, les séquences des histones sont encore présentes et transcrites bien que très divergentes[9]. Pour finir, les dinoflagellés ont un génome particulièrement grand, allant jusqu'à 200 pg (200 Gb environ) par noyau haploïde contre 3 pg (3 Gb environ) pour l'humain[9].
- Les membres de ce taxon effectuent ce que Guillaume Lecointre et Hervé Le Guyader nomment une « mitose fermée », c'est-à-dire qu'il n'y a pas de rupture de l'enveloppe nucléaire durant la mitose.
- La cellule présente des trichocystes caractéristiques du groupe.

## Écologie

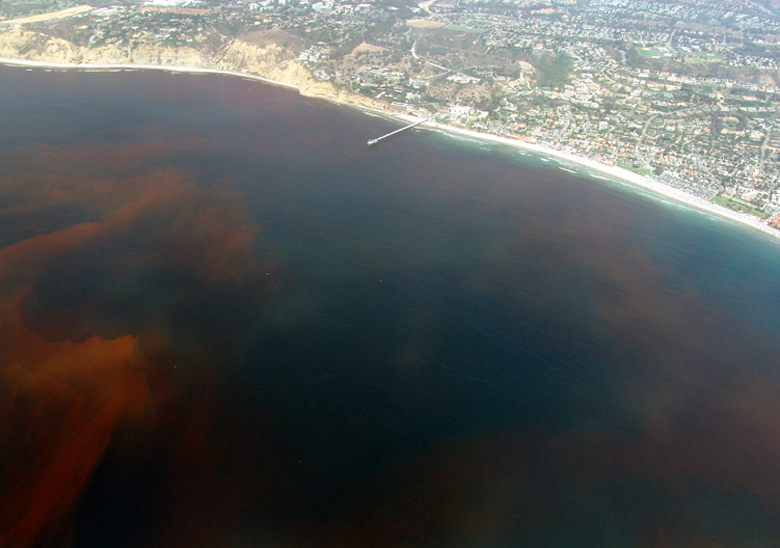
Efflorescence algale de Dinoflagellés à La Jolla (Californie)

Les Dinoflagellés font partie du plancton d’eaux douces et surtout des eaux marines. Certaines espèces sont aussi retrouvées dans la neige. D’autres espèces, les Zooxanthelles, vivent en symbiose avec des protistes ou des Invertébrés marins (éponges, Coraux, Vers plats, Mollusques, Crustacés). Les espèces chlorophylliennes effectuent la photosynthèse grâce à des plastes. Les espèces non pigmentées se nourrissent de plancton. Il existe des formes bioluminescentes comme Noctiluca qui utilise une enzyme, la luciférase, et un substrat, la luciférine. L’accumulation de Noctiluca miliaris et Noctiluca scintillans entraîne des efflorescences et des phénomènes de marées rouges dans certaines conditions.

## Dinoflagellés et phycotoxines
Certaines espèces planctoniques, essentiellement des Dinoflagellés et des Diatomées, peuvent sécréter des phycotoxines (des toxines algales) dans certaines circonstances mal connues, en particulier à l'occasion des multiplications soudaines (on parle alors d'efflorescences localisées, bloom en anglais). Ces toxines seraient un moyen de protection et de limitation de la prédation par les phytophages (zooplancton, coquillages filtreurs).
Ces toxines provoquent différents troubles, base de la classification :
- toxines diarrhéiques (en anglais DSP, Diarrheic Shellfish Poison), produites par les Dinoflagellés des genres Dinophysis et Prorocentrum, dont le type est l'acide okadaïque. Elles provoquent plus ou moins rapidement diarrhée et vomissements (en 30 minutes à 12 heures après l'ingestion de coquillages contaminés[10]), rétrocédant spontanément en 2 à 3 jours, sans séquelles. On y associe les pectenotoxines hépatotoxiques, les yessotoxines sans toxicité avérée et les azaspiracides diarrhéiques. Les normes retenues sont de 160 µg/kg pour l'acide okadaïque et les azaspiracides, et 1 mg/kg pour les pectenotoxines. On utilise préférentiellement un test biologique sur souris. Ces intoxications alimentaires sont relativement communes, sur toutes les côtes, souvent aux changements de saison (printemps, automne).
- toxines paralysantes (en anglais PSP, Paralytic Shellfish Poison), produites par les Dinoflagellés des genres Alexandrium, Gonyaulax, Gymnodinium et Pyrodinium, dont le type est la saxitoxine. Elles provoquent rapidement après l'ingestion de coquillages contaminés une paresthésie brutale (en 5 à 30 min) des lèvres, du visage, des bras puis des jambes. Des cas graves sont signalés avec une incoordination motrice, de l'incohérence et un risque de décès par paralysie respiratoire. Les normes retenues sont de 80 µg/kg pour la saxitoxine. Il s'agit de la première phycointoxication connue (rétrospectivement) en Colombie-Britannique (Canada) en 1798. Des efflorescences d'Alexandrium sont repérées de temps à autre l'été le long des côtes françaises, mais aucune intoxication n'a encore été déclarée en France.
- toxines amnésiantes (en anglais ASP, Amnesic Shellfish Poison), produites par les diatomées du genre Pseudo-nitzschia, dont le type est l'acide domoïque. Elles provoquent rapidement après l'ingestion de coquillages contaminés une gastroentérite (diarrhée et vomissements en 2 à 24 h) puis des symptômes neurologiques, avec céphalées, confusion, désorientation, et dans les cas graves, amnésie, puis coma mortel. Les enfants et les personnes âgées sont les plus sensibles. Les normes retenues sont de 20 mg/kg pour l'acide domoïque. Des efflorescences de Pseudo-nitzschia sont repérées régulièrement l'été le long des côtes françaises, mais aucune intoxication n'a encore été déclarée en France. Tous les coquillages peuvent être contaminés (huîtres, moules, Pecten), mais aussi certains poissons (anchois), qui intoxiquent alors les oiseaux piscivores.
- toxines cutanées, produites par le Dinoflagellé Ostreopsis ovata, dont le type est la palytoxine. Il s'agit d'une neurotoxine susceptible de provoquer des irritations cutanées, de la fièvre et une gêne respiratoire, la contamination se faisant par contact ou inhalation des embruns (aérosols marins, chargés en phycotoxines), et consommation des produits de la pêche contaminés. L'espèce est benthique (dans les sédiments marins), mais remonte en surface pour la floraison, et la toxine peut alors se concentrer dans la chaîne alimentaire. Il y a eu quelques épisodes toxiques en Italie (1998), et une alerte à Marseille en 2006.
- ciguatera, produite par le Dinoflagellé Gambierdiscus toxicus, dont les types sont les cigatoxines et les maïtotoxines. Il s'agit d'une intoxication alimentaire par consommation de chair de poissons contaminés (ichtyosarcotoxisme). L'algue se multiplie sur le squelette du corail mort, et est broutée par les poissons perroquets. Ces poissons peuvent à leur tour contaminer leurs prédateurs. Le symptôme principal est la "gratte", démangeaison cutanée intense, avec une gastroentérite et une paresthésie du visage. La guérison spontanée est plus ou moins rapide, avec quelquefois des séquelles neurologiques. Souvent associé à d'autres phycotoxines (palytoxine). C'est l'intoxication type et bien connue des mers tropicales, mais des cas ont toutefois été déclaré récemment dans l’est de la Méditerranée.
- Pfiesteria piscicida libère aussi des neurotoxines. Cette maladie devient préoccupante surtout en Caroline du Nord avec des intoxications induites par la consommation de poisson.

La production et la pêche des coquillages comestibles sont, dans la plupart des pays, placées sous le contrôle d'une autorité chargée de la surveillance des eaux marines et des coquillages produits, afin de garantir l'innocuité des denrées.
Cependant, la plupart des espèces de Dinoflagellés ne sont pas toxiques et sont à la base de la nutrition de nombreuses espèces : zooplancton, poissons.

## Génomique
Les études génétiques ont essentiellement concerné des dinoflagellés photosynthétiques. Crypthecodinium cohnii est le premier dinoflagellé hétérotrophe ayant fait l'objet d'une étude génomique
Étant donné la taille de leur génome le séquençage s'avère particulièrement coûteux. Seuls les génomes de Symbiodinium microadriaticum, Symbiodinium minutum et Symbiodinium kawagutii, des symbiotes des coraux, ont été séquencés en 2016 et leur taille est entre 1 et 5 Gb.

## Paléontologie
Les plus anciens restes fossiles incontestables de Dinoflagellés datent du Trias (~250 Ma). Une forme présumée, datée du Silurien (420 Ma), Arpylorus sp., serait plutôt une structure de stockage produite par un arthropode. Certaines thèques fossiles pouvant avoir appartenu à des Dinoflagellés primitifs existent dans le Cambrien inférieur (-540 Ma).

## Phylogénie
| Liste des ordres de Dinoflagellata selon World Register of Marine Species (5 janvier 2014) : … - classe des Dinophyceae - ordre des Actiniscales - ordre des Amphilothales - ordre des Blastodiniales - ordre des Brachidiniales - ordre des Coccidiniales - ordre des Desmomastigales - ordre des Dinophysiales - ordre des Gonyaulacales - ordre des Gymnodiniales - ordre des Lophodiniales - ordre des Noctilucales - ordre des Oxyrrhinales - ordre des Peridiniales - ordre des Phytodiniales - ordre des Prorocentrales - ordre des Pyrocystales - ordre des Suessiales - ordre des Syndiniales - ordre des Thoracosphaerales | Liste de Dinoflagellés communs (2 200 espèces connues) : - Alexandrium minutum - Ceratium hirundinella - Dinophysis spp. (200 espèces connues) - Dinophysis triptos - Erythropsidinium pavillardii - Gonyaulax tamarensis - Gymnodinium microadriaticum - Nematodinium lebourae - Noctiluca miliaris capable de bioluminescence. - Noctiluca scintillans capable de bioluminescence. - Syndinium rostratum - Peridinium cinctum - Polykrikos schwartzii - Pyrocystis spp. - Pyrocystis lunula capable de bioluminescence. - Pyrocystis nociluca capable de bioluminescence. |